# Čestný César
Čestný César je jedna z kategorií francouzské filmové ceny César. Kategorie existuje od vzniku ceny v roce 1976.

## Laureáti
| Rok  | Laureát | Profese                                           | Národnost              |
| 1976 | Ingrid Bergmanová | Herečka                                           | Švédsko                |
| 1976 | Diana Rossová | Herečka a zpěvačka                                | Spojené státy americké |
| 1977 | Henri Langlois | Archivář a spoluzakladatel Cinémathèque française | Francie                |
| 1977 | Jacques Tati | Herec a režisér                                   | Francie                |
| 1978 | Robert Dorfmann | Producent                                         | Francie                |
| 1979 | Marcel Carné | Režisér a scenárista                              | Francie                |
| 1979 | Charles Vanel | Herec a režisér                                   | Francie                |
| 1979 | Walt Disney (in memoriam) | Režisér, scenárista, producent a herec            | Spojené státy americké |
| 1980 | Pierre Braunberger | Producent, režisér a herec                        | Francie                |
| 1980 | Louis de Funès | Herec                                             | Francie                |
| 1980 | Kirk Douglas | Herec, režisér a producent                        | Spojené státy americké |
| 1981 | Marcel Pagnol | Režisér a scenárista                              | Francie                |
| 1981 | Alain Resnais | Režisér a scenárista                              | Francie                |
| 1982 | Georges Dancigers | Producent                                         | Rusko/ Francie         |
| 1982 | Alexandre Mnouchkine | Producent                                         | Rusko/ Francie         |
| 1982 | Jean Nény | Zvukař                                            | Francie                |
| 1982 | Andrzej Wajda | Režisér a scenárista                              | Polsko                 |
| 1983 | Raimu (in memoriam) | Herec                                             | Francie                |
| 1984 | René Clément | Režisér a scenárista                              | Francie                |
| 1984 | Georges de Beauregard | Producent                                         | Francie                |
| 1984 | Edwige Feuillère | Herečka a scenáristka                             | Francie                |
| 1985 | Christian-Jaque | Režisér a scenárista                              | Francie                |
| 1985 | Danielle Darrieuxová | Herečka                                           | Francie                |
| 1985 | Christine Gouze-Rénal | Producentka a herečka                             | Francie                |
| 1985 | Alain Poiré | Producent a scenárista                            | Francie                |
| 1986 | Maurice Jarre | Skladatel                                         | Francie                |
| 1986 | Bette Davisová | Herečka a producentka                             | Spojené státy americké |
| 1986 | Jean Delannoy | Režisér, scenárista a producent                   | Francie                |
| 1986 | René Ferracci | Autor filmových plakátů                           | Francie                |
| 1986 | Claude Lanzmann | Režisér                                           | Francie                |
| 1987 | Jean Gabin (in memoriam) | Herec                                             | Francie                |
| 1987 | Jean-Luc Godard | Režisér, scenárista a herec                       | Francie/ Švýcarsko     |
| 1988 | Serge Silberman | Producent a scenárista                            | Rusko/ Francie         |
| 1989 | Bernard Blier | Herec                                             | Francie                |
| 1989 | Paul Grimault | Režisér, scenárista a herec                       | Francie                |
| 1990 | Gérard Philipe (in memoriam) | Herec                                             | Francie                |
| 1991 | Jean-Pierre Aumont | Herec a scenárista                                | Francie                |
| 1991 | Sophia Lorenová | Herečka                                           | Itálie                 |
| 1992 | Michèle Morganová | Herečka                                           | Francie                |
| 1992 | Sylvester Stallone | Herec, scenárista, režisér a producent            | Spojené státy americké |
| 1993 | Jean Marais | Herec                                             | Francie                |
| 1993 | Marcello Mastroianni | Herec                                             | Itálie                 |
| 1993 | Gérard Oury | Herec, scenárista a režisér                       | Francie                |
| 1994 | Jean Carmet | Herec a scenárista                                | Francie                |
| 1995 | Jeanne Moreau | Herečka, režisérka a zpěvačka                     | Francie                |
| 1995 | Gregory Peck | Herec a producent                                 | Spojené státy americké |
| 1995 | Steven Spielberg | Režisér, producent a scenárista                   | Spojené státy americké |
| 1996 | Lauren Bacallová | Herečka                                           | Spojené státy americké |
| 1996 | Henri Verneuil | Režisér, scenárista, herec a producent            | Francie                |
| 1997 | Charles Aznavour | Herec, skladatel, zpěvák a scenárista             | Francie                |
| 1997 | Andie MacDowell | Herečka                                           | Spojené státy americké |
| 1998 | Michael Douglas | Herec a producent                                 | Spojené státy americké |
| 1998 | Clint Eastwood | Herec, režisér, producent a skladatel             | Spojené státy americké |
| 1998 | Jean-Luc Godard (podruhé) | Režisér, scenárista a herec                       | Francie/ Švýcarsko     |
| 1999 | Pedro Almodóvar | Režisér, scenárista, herec a producent            | Španělsko              |
| 1999 | Johnny Depp | Herec a producent                                 | Spojené státy americké |
| 1999 | Jean Rochefort | Herec                                             | Francie                |
| 2000 | Josiane Balasko | Herečka, scenáristka, režisérka a producentka     | Francie                |
| 2000 | Georges Cravenne | Novinář a zakladatel ceny César                   | Francie                |
| 2000 | Jean-Pierre Léaud | Herec                                             | Francie                |
| 2000 | Martin Scorsese | Režisér, producent, scenárista a herec            | Spojené státy americké |
| 2001 | Darry Cowl | Herec, skladatel, scenárista a režisér            | Francie                |
| 2001 | Charlotte Rampling | Herečka                                           | Spojené království     |
| 2001 | Agnès Varda | Režisérka a scenáristka                           | Belgie                 |
| 2002 | Anouk Aimée | Herečka                                           | Francie                |
| 2002 | Jeremy Irons | Herec                                             | Spojené království     |
| 2002 | Claude Rich | Herec a scenárista                                | Francie                |
| 2003 | Bernadette Lafont | Herečka a režisérka                               | Francie                |
| 2003 | Spike Lee | Režisér, producent, scenárista a herec            | Spojené státy americké |
| 2003 | Meryl Streepová | Herečka                                           | Spojené státy americké |
| 2004 | Micheline Presle | Herečka                                           | Francie                |
| 2005 | Jacques Dutronc | Herec, zpěvák a skladatel                         | Francie                |
| 2005 | Will Smith | Herec, producent, zpěvák a skladatel              | Spojené státy americké |
| 2006 | Hugh Grant | Herec                                             | Spojené království     |
| 2006 | Pierre Richard | Herec                                             | Francie                |
| 2007 | Marlène Jobertová | Herečka                                           | Francie                |
| 2007 | Jude Law | Herec, producent a režisér                        | Spojené státy americké |
| 2008 | Jeanne Moreau (podruhé) | Herečka                                           | Francie                |
| 2008 | Roberto Benigni | Herec a režisér                                   | Itálie                 |
| 2008 | Romy Schneider (in memoriam) | Herečka                                           | Německo/ Francie       |
| 2009 | Dustin Hoffman | Herec                                             | Spojené státy americké |
| 2010 | Harrison Ford | Herec                                             | Spojené státy americké |
| 2011 | Quentin Tarantino | Režisér, scenárista, herec a výkonný producent    | Spojené státy americké |
| 2012 | Kate Winsletová | Herečka                                           | Spojené království     |
| 2013 | Kevin Costner | Herec, producent a režisér                        | Spojené státy americké |
| 2014 | Scarlett Johanssonová | Herečka                                           | Spojené státy americké |
| 2015 | Sean Penn | Herec, režisér, scenárista a producent            | Spojené státy americké |
| 2016 | Michael Douglas (podruhé) | Herec a producent                                 | Spojené státy americké |
| 2017 | George Clooney | Herec, režisér, scenárista a producent            | Spojené státy americké |
| 2018 | Penélope Cruzová | Herečka                                           | Španělsko              |
| 2019 | Robert Redford | Herec, režisér a producent                        | Spojené státy americké |
| 2020 | Cena neudělena | Cena neudělena                                    | Cena neudělena         |
| 2021 | Divadelní společnost Le Splendid: Josiane Balasko (podruhé), Michel Blanc, Marie-Anne Chazel, Christian Clavier, Gérard Jugnot, Thierry Lhermitte a Bruno Moynot | Herec, režisér, producent a scenárista            | Francie                |
| 2021 | Jean-Pierre Bacri (in memoriam) | Herec, režisér, producent a scenárista            | Francie                |
| 2022 | Cate Blanchettová | Herečka                                           | Austrálie              |
| 2023 | David Fincher | Režisér a producent                               | USA                    |
| 2024 | Agnès Jaoui | Herečka                                           | Francie                |
| 2024 | Christopher Nolan | Režisér, scenárista a producent                   | Spojené království     |
| 2025 | Julia Robertsová | Herečka                                           | USA                    |